# Dan Eggen
Dan Eggen (nascut el 13 de gener de 1970 a Oslo) és un futbolista noruec, ja retirat, que jugava de defensa central. Va iniciar la seua carrera en equips amateurs del seu país, com l'Årvoll o el Ready. Després, va sortir de Noruega per jugar en equips danesos (BK Frem i Brøndby IF), gallecs (Celta de Vigo), bascos (Deportivo Alavés), francesos (Le Mans) i escocesos (Rangers FC). Dan Eggen és un dels sis internacionals noruecs que no ha jugat a la Tippeligaen, la màxima divisió del seu país.
Va representar Noruega en 25 ocasions, marcant 2 gols. Va formar part del combinat del seu país que va acudir als Mundials de 1994 i 1998 i a l'Eurocopa del 2000. La seua participació va ser clau en els dos darrers, mentre que als Estats Units, la seua convocatòria fou testimonial.
Després de la seua retirada, Eggen segueix lligat al món del futbol com a tècnic, que compagina amb la seua faceta de manager musical.

## Anecdotari
Eggen apareix en el DVD Roadkill Extravaganza, dels Satyricon, mentre el futbolista els visita en un backstage i reconeixent ser un fan d'esta banda de Black Metal noruec.
En un concert de Pantera, Eggen pujà a l'escenari i va mostar durant mig minut el seu air guitar i el seu headbanging.
Reconeix a Gary Naysmith, Gianluca Festa, Djimi Traore, Lars Ricken, Cesar Sampaio i Stefan Rehn com a futbolistes que més admira.